# John Ripley
John Walter Ripley (Radford, 29 de junio de 1939 - Annapolis, 28 de octubre de 2008) fue un oficial del Cuerpo de Marines de los Estados Unidos que recibió la Cruz de la Armada por sus acciones en combate durante la Guerra de Vietnam. En la mañana de Pascua de 1972, el capitán Ripley se expuso repetidamente al intenso fuego enemigo durante un período de tres horas mientras se preparaba para volar un puente esencial en Dong Ha. Sus acciones obstaculizaron significativamente el avance del ejército norvietnamita en Vietnam del Sur. La historia de «Ripley en el puente» es una leyenda en el Cuerpo de Marines y se encuentra representada en un diorama de la Academia Naval de los Estados Unidos. 
El 28 de octubre de 2009, se publicó la primera biografía del coronel Ripley, escrita por Norman Fulkerson y titulada An American Knight, The Life of Col. John Ripley, USMC.

## Carrera militar
John Walter Ripley nació el 29 de junio de 1939 en Radford, Virginia, donde vivió junto con su familia hasta los cinco años. Luego se mudaron a Portsmouth, Ohio, donde permanecieron algunos años antes de establecerse nuevamente en Radford. Después de graduarse en las Secuela Secundaria de Radford, John Ripley se alistó en el Cuerpo de Marines en 1957 a los 17 años. Un año más tarde, fue nombrado miembro de la Academia Naval de los Estados Unidos por el Secretario de la Armada. Se graduó en 1962 con una Licenciatura en Ciencias, grado en Ingeniería eléctrica, y recibió su comisión como subteniente. Después de completar Escuela Básica, se unió al Destacamento de Marina en el USS Independence (CV-62).
Después de su servicio en la Marina, se unió al 2.° Batallón del  2.° Regimiento de Marines. En mayo de 1965, Ripley fue transferido a la 2.ª Compañía de la Fuerza de Reconocimiento y, después del entrenamiento previo, fue enviado a Vietnam con su pelotón. 
En octubre de 1966, Ripley se unió al 3.º Batallón del 3.º Regimiento de Marines en Vietnam del Sur. Se desempeñó como comandante de la Compañía Lima, conocida como «Los Raiders de Ripley». Fue herido en acción, regresando al servicio activo luego de recuperarse y completando su periplo de combate.
Durante sus dos años de servicio en Vietnam, participó en 26 operaciones importantes. Además de numerosas condecoraciones por su amplia experiencia en combate en los niveles de compañía y batallón de fusileros, Ripley recibió la Cruz de la Armada por su extraordinario heroísmo al destruir el puente Dong Ha durante la ofensiva de Pascua de Vietnam del Norte en abril de 1972 (también conocida como la ofensiva de Nguyen Hue). Esa misma acción se conmemora en la Academia Naval con un gran diorama titulado «Ripley en el puente».
Mientras se encontraba bajo un implacable e intenso fuego enemigo, Ripley se quedó colgando durante aproximadamente tres horas debajo del puente de Dong Ha para colocar 227 kilos de explosivos en el tramo sur del puente, para finalmente destruirlo. Su acción, llevada a cabo bajo fuego enemigo mientras iba y venía en busca de materiales, frustró definitivamente un ataque de 20 000 tropas enemigas y decenas de tanques, llegando a convertirse en el tema de un libro, The Bridge at Dong Ha, del coronel John Grider Miller. Atribuye su éxito a la ayuda de Dios y de su madre. Cuando su energía estaba a punto de agotarse, comenzó un canto rítmico: «Jesús, María, llévadme allí». Su acción, sometiendo su cuerpo a esfuerzos hasta límites extremos, está considerada uno de los mayores ejemplos de concentración bajo fuego enemigo en los anales de la historia militar de los Estados Unidos. 
Después de su periplo en Vietnam, Ripley sirvió en la Fuerza de Reconocimiento de la Marina, fue oficial de intercambio en los Marines Reales británicos, se desempeñó como asistente militar del General Snowden, Jefe de Estado Mayor de los Marines a fines de la década de 1970, y como comandante del 1.º Batallón del 2.º Regimiento de Marines y del 2.º Regimiento de Marines. Sus últimos destinos en el Cuerpo de Marines fueron a cargo de los destacamentos del Cuerpo de Entrenamiento de Oficiales de Reserva Naval en la Universidad Estatal de Oregón y el Instituto Militar de Virginia, y como marine sénior en la Academia Naval de los Estados Unidos enseñando inglés e historia. Obtuvo la distinción «Quad Body» por superar cuatro de los programas de entrenamiento militar más duros del mundo: el de Rangers del Ejército, el de Reconocimiento de Marines, el de Equipo de Demolición Subacuática y el de Comandos de los Marines Reales del Reino Unido, según el libro de Miller. Fue el primer oficial del Cuerpo de Marines en ser incluido en el Salón de la Fama de los Rangers del Ejército de los Estados Unidos. Ripley se retiró del Cuerpo de Marines 1992 después de 35 años de servicio activo. Recibió más de cinco condecoraciones por sus actos de valentía en Vietnam.

## Servicio posactivo
Después de su retiro del servicio activo en 1992, Ripley se convirtió en presidente y rector de la Escuela Seminario del Sur para Mujeres (ahora Universidad del Sur de Virginia) en Buena Vista, Virginia. En 1997, Ripley renunció como director del Seminario y se dirigió a Chatham, Virginia, donde se hizo cargo de la Academia Militar Hargrave como octavo presidente del internado militar privado, permaneciendo al mando durante dos años. Fue seleccionado en 1999 por el comandante del Cuerpo de Marines como director de la División de Historia y Museos. 
En junio de 1992, el coronel Ripley testificó contra las mujeres en el ejército ante una comisión presidencial. Basó sus argumentos en una defensa de «la feminidad, la maternidad y lo que hemos llegado a apreciar en la cultura occidental como la conducta elegante de las mujeres». Al año siguiente, habló en contra de los homosexuales en el ejército durante la Comisión de Servicios Armados de la Cámara de Representantes que precedieron a la implementación de la política del presidente Clinton «No preguntes, no digas».
Como resultado de las acciones en combate, el coronel Ripley contrajo una enfermedad que en el verano de 2002 requirió un trasplante de hígado. Cercano a su muerte, con poco tiempo restante y habiendo recibido ya dos veces la extremaunción, se localizó un hígado candidato al trasplante. James L. Jones, comandante del Cuerpo de marines que describió al coronel Ripley como «un símbolo viviente de orgullo», envió una sección de helicópteros CH-46 del escuadrón presidencial Marine One a Filadelfia para recoger el hígado. Después de coordinarse con la policía de Washington, D. C., para obtener una zona de aterrizaje en la ciudad, el hígado se entregó a tiempo para su trasplante exitoso.
En octubre de 2006, John Ripley regresó al sitio del puente Dong Ha para grabar un documental sobre su actuación. El documental fue presentado por Oliver North y fue emitido el 12 de noviembre de 2006 en Fox News.

## Premios y reconocimientos
Además de la Cruz de la Armada, sus condecoraciones personales incluyen la Estrella de Plata, dos Legiones al Mérito, dos Estrellas de Bronce con distintivo «V» al valor, el Corazón Púrpura, la Medalla de Servicio Meritorio de Defensa, la Medalla de Servicio Meritorio, la Medalla de Reconocimiento de la Armada, la Distinción de Acción de Combate, la Orden de Servicio Distinguido del Ejército de Vietnam del Sur, 2.ª clase, y la Cruz al Valor de Vietnam del Sur con Estrella de Oro. 
En 2002, también se convirtió en el primer oficial de los Marines en recibir el Premio de Graduado Distinguido, el premio más alto y prestigioso otorgado por la Academia Naval de los Estados Unidos. Además, en mayo de 2004, los marines de la 22.ª Unidad Expedicionaria nombraron una base de operaciones avanzada en su honor (FOB Ripley, por sus siglas en inglés: Forward Operating Base) en el centro-sur de Afganistán.
En julio de 2006, la Escuela Preparatoria de la Academia Naval en Newport, Rhode Island, bautizó su nueva residencia de estudiantes como Ripley Hall, en honor a su exgraduado.
El 11 de junio de 2008, Ripley se convirtió en el primer marine en ser incluido en el Salón de la Fama de los Rangers del Ejército de los Estados Unidos, en reconocimiento al asalto al puente de Dong Ha en la mañana de Pascua de 1972.
El martes 11 de noviembre de 2008, Día de los Veteranos, la ciudad natal de Ripley, Radford, Virginia, celebró una ceremonia en su memoria. Originalmente tenía la intención de ser en honor a él, pero murió un par de semanas antes de que tuviera lugar la ceremonia. Su hijo recibió la llave de la ciudad y una placa conmemorativa que declaraba el 11 de noviembre de 2008 como el día en honor de John W. Ripley en Radford, Virginia. 

### Mención de la Cruz de la Armada
Mención: 
 El Presidente de los Estados Unidos de América se complace en conceder la Cruz de la Armada al capitán John W. Ripley (MCSN: 0-84239), Cuerpo de Marines de los Estados Unidos, por su extraordinario heroísmo el 2 de abril de 1972 mientras se desempeñaba como Asesor Superior de la Marina del Tercer Batallón del Cuerpo de Infantería de Marina Vietnamita en la República de Vietnam. Al recibir un informe de que una fuerza militar de Vietnam del Norte mecanizada y en rápido movimiento, estimada en una fuerza divisional reforzada, estaba atacando hacia el sur a lo largo de la Ruta 1, el Tercer Batallón de Infantería de Marina Vietnamita se posicionó para defender una aldea clave y el área circundante. Se hizo imperativo que se destruyera un puente fluvial vital si se quería mantener la seguridad general de las provincias del norte de la Región Militar Uno. Avanzando hacia el puente para supervisar personalmente esta misión tan peligrosa pero de vital importancia, el capitán Ripley localizó una gran cantidad de explosivos que habían sido colocados allí con anterioridad, cuyo acceso estaba bloqueado por una cerca de alambre. Para reposicionar las aproximadamente 500 libras de explosivos, el capitán Ripley se vio obligado a alcanzar y desplazarse con los brazos a lo largo de las vigas mientras su cuerpo colgaba debajo del puente. En cinco ocasiones distintas, ante el constante fuego enemigo, se trasladó a puntos a lo largo del puente y, con la ayuda de otro asesor que le pasaba los explosivos, los colocó de forma segura. Luego detonó las cargas y destruyó el puente, deteniendo así el asalto enemigo. Por sus heroicas acciones y su extraordinario coraje, el capitán Ripley sin duda fue fundamental para salvar un número incalculable de vidas. Sus inspiradores esfuerzos reflejaron un gran crédito para él, el Cuerpo de Marines y el Servicio Naval de los Estados Unidos. 

### Mención de la Estrella de Plata
Mención: 
 El Presidente de los Estados Unidos de América se complace en conceder la Estrella de Plata al capitán John Walter Ripley (MCSN: 0-84239/1653859), Cuerpo de Marines de los Estados Unidos, por su conspicua valentía e intrepidez en acción mientras se desempeñaba como comandante de la Compañía L, Tercer Batallón, Tercer Regimiento de Marines, Tercera División de Marines, en relación con operaciones contra el enemigo en la República de Vietnam. El 21 de agosto de 1967, a la Compañía L se le asignó la misión de reforzar un convoy que había sido sorprendido por una gran fuerza enemiga y fue inmovilizado. Con un pelotón de fusileros, un pequeño grupo de mando y acompañado de dos cañones M-42 dobles de 40 mm, el capitán Ripley lideraba la columna de relevo cuando de repente se vio sometida a intenso fuego de armas automáticas enemigas y de fusiles sin retroceso. Sin tener en cuenta su propia seguridad y el gran volumen de fuego hostil, se trasladó a la ametralladora montada en el vehículo y abrió fuego, señalando la ubicación del enemigo norvietnamita bien escondido y habilitando los cañones de 40 mm para disparar con precisión sobre las posiciones enemigas. Dirigiendo a su unidad en el despliegue, organizó rápidamente un perímetro defensivo mientras coordinaba el fuego de artillería de apoyo y al mismo tiempo controlaba el resto de su compañía, que estaba ampliamente separada de su posición. Exponiéndose repetidamente al fuego hostil, dirigió fuego de artillería y ataques aéreos sobre la fuerza enemiga atacante y ajustó valientemente los objetivos de fuego a cincuenta metros de su posición. Durante las siguientes tres horas, su hábil empleo de las armas de apoyo y la dirección del fuego de sus hombres rechazó los decididos ataques enemigos y obligó a las unidades hostiles a huir presas del pánico y la confusión. Su agresividad y profesionalismo sobresaliente fueron una inspiración para todos los que sirvieron con él y fueron fundamentales para la extracción exitosa de su unidad de una situación extremadamente peligrosa. Con su firme coraje, su excelente liderazgo y su inquebrantable devoción al deber con un gran riesgo personal, el capitán Ripley mantuvo las más altas tradiciones del Cuerpo de Marines y del Servicio Naval de los Estados Unidos. 

## Muerte
Ripley murió repentinamente el 28 de octubre de 2008 en su casa de Annapolis, Maryland, por causas indeterminadas a los 69 años y fue enterrado en el Cementerio de la Academia Naval de los Estados Unidos. Le sobrevivieron su hijo, Stephen, su esposa durante 44 años, la ex Moline Blaylock; una hermana, Susan Goodykoontz, que murió en 2015; otros dos hijos, Thomas y John; una hija, Mary Ripley; nueve nietos y un bisnieto. Moline Blaylock Ripley murió el 12 de septiembre de 2009, por complicaciones debidas a la enfermedad de Alzheimer, a la edad de 68 años.
Cuando murió, su hijo Thomas relató en su funeral que el comandante James L. Jones lo visitó en su cama del hospital acompañado por el sargento portaestandarte del Cuerpo de Marines, el sargento Jewel, junto con la bandera del Cuerpo de Marines de los Estados Unidos. Le dijo a Ripley: «Los colores [refiriéndose a la bandera] no abandonan la habitación hasta que tú lo hagas». Fue enterrado con todos los honores militares el 7 de noviembre en el Cementerio de la Academia Naval de los Estados Unidos.